# إثيل كينيدي
إثيل كينيدي (بالإنجليزية: Ethel Kennedy) (و. 1928 – م) هي نجمة اجتماعية، من الولايات المتحدة الأمريكية، ولدت في شيكاغو.

## التعليم
تعلمت في كلية مانهاتنفيل ‏.

## جوائز
حصلت على جوائز منها:
- وسام الحرية الرئاسي.

## وصلات خارجية
- إثيل كينيدي على موقع IMDb (الإنجليزية)
- إثيل كينيدي على موقع إن إن دي بي (الإنجليزية)
- إثيل كينيدي على موقع قاعدة بيانات الفيلم (الإنجليزية)